# Ганс фон Пехман
Ганс фон Пехман (нім. Hans von Pechmann; 1 квітня 1850 — 19 квітня 1902) — німецький хімік, відомий відкриттям діазометану в 1894 році, конденсації Пехмана та синтезу піразолу Пехмана.

## Біографія
Народився в Нюрнберзі. Вивчав хімію у Мюнхенському університеті, потім перейшов на навчання у Генріха Лімпріхта в університеті Грайфсвальда. У 1888 році його було обрано до Леопольдини.
Був викладачем у Мюнхенському університеті до 1895 року. Пізніше працював викладачем у Тюбінгенському університеті до 1902 року. Тут він підтримував тісні дружні та професійні зв'язки з Едуардом Бухнером.
Був першим, хто приготував 1,2-дикетони (наприклад, діацетил), ацетондикарбонову кислоту, метилгліоксаль та дифенілтрикетон; встановив симетричну структуру антрахінону.
Фон Пехман також випадково виготовив перший приклад твердого поліетилену у 1898 р. шляхом розкладання діазометану.
Фон Пехман страждав від сильних болів внаслідок хвороби нервів і покінчив життя самогубством, прийнявши ціанід, у віці 52 років